# Iuno Regina

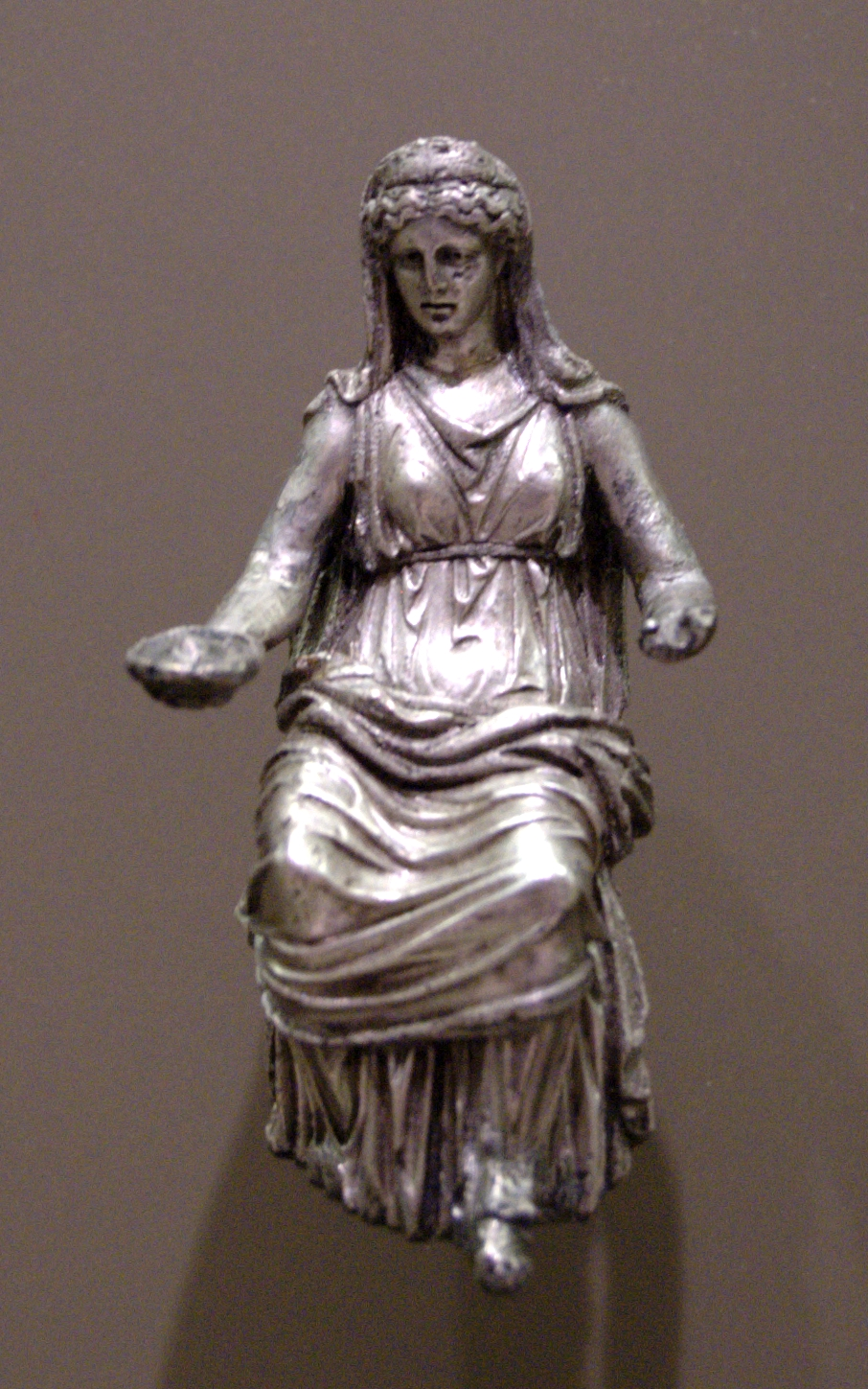
Juno szobor
Petit Palais-múzeum, Párizs (1.-2. század körül)

Iuno (Juno) ősi itáliai, különösen római istennő, a szülés és a házasság istennője, Iuppiter felesége, akit utóbb a görög mitológiabeli Hérával azonosítottak, azonos szerepkörük miatt. Szülei Saturnus és Ops voltak. Iunóról kapta a nevét a június hónap.
A legkorábbi időktől kezdve ismert mint a férfi genius női párja, az úgynevezett fogalom- és tevékenységvédnökök egyike, iuno. Ebben a korban a numenkultuszok terjedtek Rómában. A numenek isteni hatalommal rendelkező fogalmak, de megszemélyesítés nélküli természetfelettiek, funkcionális istenek. Iuno feladatköre az erkölcsi tisztaság és a női termékenység biztosítása volt.
A későbbiekben Iuno Regina kultusza a szomszédos etruszk város, Veii leigázása alkalmával került Rómába, az itteni városvédő Uni istennő kultuszainak átvételével. Általában is jellemző volt Rómára, hogy saját városvédő istenüket titkolták (ma is legfeljebb sejteni lehet, hogy talán Flora volt az), míg a legyőzött települések és népek oltalmazó isteneit beolvasztották a panteonba. Uni és Iuno névhasonlósága valószínűleg könnyebbé tette az asszimilálást.
Marcus Terentius Varro szerint Iuno Lucina, azaz a szülés istennője kultuszát Titus Tatius szabin király vezette be. Iunót Róma város védnökének tekintették, ezért a Capitoliumon áldoztak neki. Ő volt az istenek közt a királynő, ünnepe a március 1-jén tartott Matronalia volt.
Rómán kívül a következő helyeken is jelentős Juno-kultusz alakult ki: Teanum Sidicinum, Aesernia, Lanuvium, Gabii, Veii és Perusia. A szabin Iuno Curitis istennő szintén átkerült a római istenek közé Juno Quiritis néven; őt sokszor Ízisszel azonosítják.

## A capitoliumi ludak
Szent állata a lúd volt, ezért tartottak ludakat a fellegvárban, vagyis a Capitoliumon. I. e. 391-ben a gallok megtámadták Rómát, és a fellegvárban visszaszorult lakosokat kiéheztetéssel próbálták kicsalogatni. A gallok egy idő után elunták a várakozást, és egy félreeső ösvényen közelítve lopva próbálták bevenni a fellegvárat. A rómaiak által még az éhezésben is tiszteletből megkímélt ludak azonban felriadtak, és hangoskodásukkal figyelmeztették a város lakóit a belopakodó ellenségre. A hála Iunót illette, ezért a Moneta, azaz figyelmeztető jelzőt kapta. Később a templom melletti pénzverő műhely is átvette ezt a jelzőt, majd magukat az érméket is így kezdték nevezni. A Moneta szóból ered az angol „money” "pénz" szó.

## Fordítás
- Ez a szócikk részben vagy egészben  a   Juno (Mythologie) című német Wikipédia-szócikk ezen változatának fordításán alapul.  Az eredeti cikk szerkesztőit annak laptörténete sorolja fel. Ez a jelzés csupán a megfogalmazás eredetét és a szerzői jogokat jelzi, nem szolgál a cikkben szereplő információk forrásmegjelöléseként.